# Magnificat (Vivaldi)
El Magnificat en sol menor, RV 610, d'Antonio Vivaldi és una de les obres de música sacra més importants del compositor venecià. Vivaldi va compondre diverses versions de l'himne del Magnificat (càntic a la Mare de Déu) però aquesta versió per a cor, RV 610, és la que s'interpreta habitualment. Va ser compost o amb anterioritat a 1717, o el 1719. És una obra grandiosa que pot comparar-se amb altres magníficats de l'època; fins i tot, amb el Magníficat de Bach. El de Vivaldi és anterior, si més no en la seva versió original.
Les obres vocals de música sacra de Vivaldi com Laetatus Sum, el Magnificat i el Gloria, molt probablement, foren compostes per a les noies de l'Ospedale della Pietà. Sovint es desconeix que obres icòniques com el Glòria i el Magnificat, que actualment són cantades per cors de veu mixtes, foren escrites originalment per a un cor només de dones que cantaven fins i tot les parts més greus. El Magnificat és un càntic bíblic interpretat al final de les vespres, el qual Maria lloa Déu mentre es prepara per esdevenir la mare del Messies. Aquest Magnificat de Vivaldi en sol menor (RV 610) consta de nou números musicals, cadascun corresponent a una secció del text del "Magnificat". Sis són nombres corals (números 1, 3, 4, 5 i 7), i tres són per a solistes (números 2, 6 i 8). Cada un és diferent pel que fa a l'estat d'ànim, la tonalitat, el tempo o la textura.

## Estructura i anàlisi musical
| Interpretació del Magnificat RV 610 pel King Bible Choir a Itàlia, 2009. | Interpretació del Magnificat RV 610 pel King Bible Choir a Itàlia, 2009. |
| ------------------------------------------------------------------------ | ------------------------------------------------------------------------ |
| 1."Magnificat anima mea Dominum" (1'06, 3 MB)                            |                                                                          |
|                                                                          |                                                                          |
|                                                                          |                                                                          |
|                                                                          |                                                                          |
| 2."Et exultavit spiritus meus" (2'17, 6'5 MB)                            |                                                                          |
|                                                                          |                                                                          |
|                                                                          |                                                                          |
|                                                                          |                                                                          |
| 3."Et misericordia ejus" (2'31, 7 MB)                                    |                                                                          |
|                                                                          |                                                                          |
|                                                                          |                                                                          |
|                                                                          |                                                                          |
| 4."Fecit potentiam" (0'30, 1'4 MB)                                       |                                                                          |
|                                                                          |                                                                          |
|                                                                          |                                                                          |
|                                                                          |                                                                          |
| 5."Deposuit potentes" (0'55, 2'6 MB)                                     |                                                                          |
|                                                                          |                                                                          |
|                                                                          |                                                                          |
|                                                                          |                                                                          |
| 6. "Esurientes" (1'40, 4'6 MB)                                           |                                                                          |
|                                                                          |                                                                          |
|                                                                          |                                                                          |
|                                                                          |                                                                          |
| 7."Suscepit Israel" (0'47, 2'2 MB)                                       |                                                                          |
|                                                                          |                                                                          |
|                                                                          |                                                                          |
|                                                                          |                                                                          |
| 8."Sicut locutus est" (2'00, 5'8 MB)                                     |                                                                          |
|                                                                          |                                                                          |
|                                                                          |                                                                          |
|                                                                          |                                                                          |
| 9."Gloria Patri" (2'14, 6'4 MB)                                          |                                                                          |
|                                                                          |                                                                          |
|                                                                          |                                                                          |
|                                                                          |                                                                          |

La instrumentació està indicada per a 2 soprano, contralt i tenor solistes, cor a 4 veus mixtes (SATB), violí I i II, viola, i baix continu (violoncel i orgue). L'obra consta de nou moviments:
1. "Magnificat anima mea Dominum" (Adagio). En sol menor i compàs 4/4. Per a cor.
Aquest moviment és similar al 2n mov. del Credo.
2. "Et exultavit spiritus meus" (Allegro). En si♭ major i compàs 4/4; soprano, contralt i tenor solo, i cor.
—"Quia respexit humilitatem..." contralt solo (breu intervenció coral a omnes generationes).
—"Quia fecit mihi magna..." tenor solo.
3. "Et misericordia ejus" (Andante molto). En do menor i compàs 4/4. Per a cor.
Aquest gran moviment contrapuntístic és considerat el "cor musical" de la composició.[3]
4. "Fecit potentiam" (Presto). En sol menor i compàs 3/4. Per a cor.
5. "Deposuit potentes" (Presto). En sol menor i compàs 3/4. Per a cor a l'uníson.
6. "Esurientes" (Allegro). En si♭ major i compàs 4/4. Per a duo de sopranos; només amb el baix continu.
7. "Suscepit Israel" (Largo). En re menor i compàs 4/4. Per a cor.
—"Recordatus misericordiae suae" (Allegro),
8. "Sicut locutus est" (Allegro ma poco). En fa major i compàs 4/4. Per a cor (SAB); en l'orquestració hi ha afegits dos oboès.
9. "Gloria Patri..." (Largo). En sol menor i compàs 4/4. Per a cor.
Aquesta secció recapitula el moviment inicial.
—"Sicut erat in principio..." (Andante)
—"Et in saecula saeculorum. Amen." (Allegro)

### Anàlisi musical
Des de l'inici, amb un doble cor de potents harmonies homofòniques, Vivaldi afirma el seu mestratge. El segon moviment, que en una versió posterior són dues àries per a soprano solista, aquí és per a soprano, contralt i tenor solistes, i cor, en la tonalitat relativa major (si bemoll major). L'efecte que aconsegueix amb la breu intervenció del cor a omnes generationes mostra el sentit dramàtic del compositor. Quelcom similar ho trobem en Sicut lucutus però aquí Vivaldi hi afegeix a l'orquestra dos oboès que li donen un color peculiar. En la part central de l'obra hi ha dos breus moviments corals molt expressius: un poderós "Fecit potentiam" que ve seguit d'un cor inesperat a l'uníson amb un motiu descendent,; és el "Deposuit potentes".
Dos moments culminants de l'obra –i de les peces més belles de la música sacra de Vivaldi–, són el breu i expressiu "Suscepit Israel" (Largo) que modula de re menor a re major i, sobre tot, el "Misericordia" que ens fa recordar els grans cors de compositors del nord d'Europa (Buxtehude i Händel) o, fins i tot, el "Crucifixus" de la Missa en si menor de Bach, o el "Qui tollis" de la Gran missa en do menor, KV 427 de Mozart.
La conclusió final de l'obra de tres seccions és una mostra més del domini polifònic de Vivladi. El "Gloria Patri" (Largo) està escrit sobre un faux-bourdon majestuós similar al del moviment inicial i el "Sicut erat", més animat (Andante), va a parar a una bonica fuga de "Et in saecula saeculorum. Amen", un Allegro.

## Altres versions
Vivaldi va compondre diverses versions basades en aquest Magnificat RV 610. Les adaptacions més tardanes podrien anar destinades per a concerts celebrats en l'Ospedale della Pietà:
- RV 610a, possiblement arranjat a finals de la dècada del 1720 per a doble cor
- RV 610b, probablement arranjat abans 1717, per a cor sol
- RV 611, la va arranjar cap el 1739 per a la Pietà. Les seccions per a veu solista són reemplaçades per cinc àries noves.[8]

Alguns experts opinen que el primer Magnificat el deuria compondre en algun moment entre 1717 i 1719, i seria revisat durant la dècada de 1720. Per a Dickey, hi ha versions del Magnificat de finals de la dècada de 1720 i seria una revisió per a cor mixt –potser per al cor del cardenal Ottoboni– a partir de la seva primera versió escrita per a les noies de l'Ospedale della Pietà, que es remunta cap el 1715.